# Eosentomon kloomi
Eosentomon kloomi är en urinsektsart som beskrevs av Imadaté 1965. Eosentomon kloomi ingår i släktet Eosentomon och familjen trakétrevfotingar. Inga underarter finns listade i Catalogue of Life.